# 제주 칼호텔
제주 칼호텔(영어: Jeju KAL Hotel)은 대한민국 제주특별자치도 제주시 이도1동에 위치한 호텔이다. 2022년 4월 30일 운영이 종료되었다.

## 같이 보기
- 제주특별자치도의 마천루 목록
- 제주시의 마천루 목록